# Оден, Сонгюль
Сонгюль Оден (тур. Songül Öden) — турецкая театральная и кино- актриса.

## Биография
Сонгюль Оден родилась 17 февраля 1979 года в городе Диярбакыр. Она выросла в Анкаре, куда её семья переехала ещё в её раннем детстве.
Перед своим появлением на телевидении она играла на театральной сцене в Турции. 
Сонгюль Оден была замужем за турецким актёром Джанберк Учуджу, пара развелась в 2008 году. Часто в качестве причины развода называется ревность Джанберка из-за предполагаемой связи Оден с актёром Кыванчем Татлытугом во время и после съёмок в сериале «Жемчужина».

### Карьера
Сонгюль Оден хорошо известна в Турции своими многочисленными театральными ролями. В 2001 году она начала свою телевизионную карьеру, снявшись в турецком мини-сериале «Завещание» (тур. Vasiyet). Далее вышли ещё два телесериала с её участием: 
«Воздушные облака» (тур. Havada bulut) в 2003 году и «Жемчужина» в 2005 году. В «Жемчужине» она сыграла главную роль Gümüş, а её партнёром в теленовелле выступил актёр Кыванч Татлытуг. Съёмки сериала продолжались два года.
Сериал «Жемчужина» был популярен у телезрителей, особенно в арабских странах, где вышел под названием Нур (араб. نور‎). В 2008 году Сонгюль Оден снялась в телесериале „Брошенное сердце“ (тур. Vazgeç Gönlüm).

## Избранная фильмография
- Завещание (тур. Vasiyet, мини-сериал, 2001)
- Воздушные облака (тур. Havada bulut, мини-сериал, 2002)
- Жемчужина (тур. Gümüş, с 2005 по 2007 год,сериал) — в роли главной героини Инджи
- Брошенное сердце (тур. Vazgeç Gönlüm, сериал, 2008) — в роли Эзры
- Горькая любовь (тур. Aci Ask, художественный фильм, 2009) — в роли Айше
- Идеальная пара (тур. Mükemmel Çift, 2010 год, сериал) — в роли главной героини Айчи Басаран
- Отчаянные домохозяйки (тур. Umutsuz Ev Kadinlari, сериал, 2011)